# 녹두묵
녹두묵은 한국 요리로, 녹두를 갈아서 만든 묵이다. 주로 녹두묵무침 형태로 조리하여 차가운 상태에서 반찬으로 내거나, 비빔밥의 재료로 쓰인다. 그 자체만으로는 특별한 맛이 없기 때문에 간장과 식초로 양념을 한다. 결혼식과 같은 잔치에 종종 등장하는 음식이다. 육식을 금하는 사찰에서도 흔히 먹는다.

## 종류
같은 녹두를 재료로 만들어 치자로 노랗게 물을 들인 것이 황포묵, 물을 들이지 않아 흰 빛깔이 나면 청포묵이다. 

### 청포묵
청포묵은 한국인이 좋아하는 묵이자 도토리묵 다음으로 인지도가 높은 묵이다. 탕평책과 관련있다는 음식 탕평채의 주재료이기도 하며, 녹두장군 전봉준의 "새야 새야 파랑새야"에서 청포묵이 나오기도 했다. 청포묵은 백성들을 뜻한다.

### 황포묵

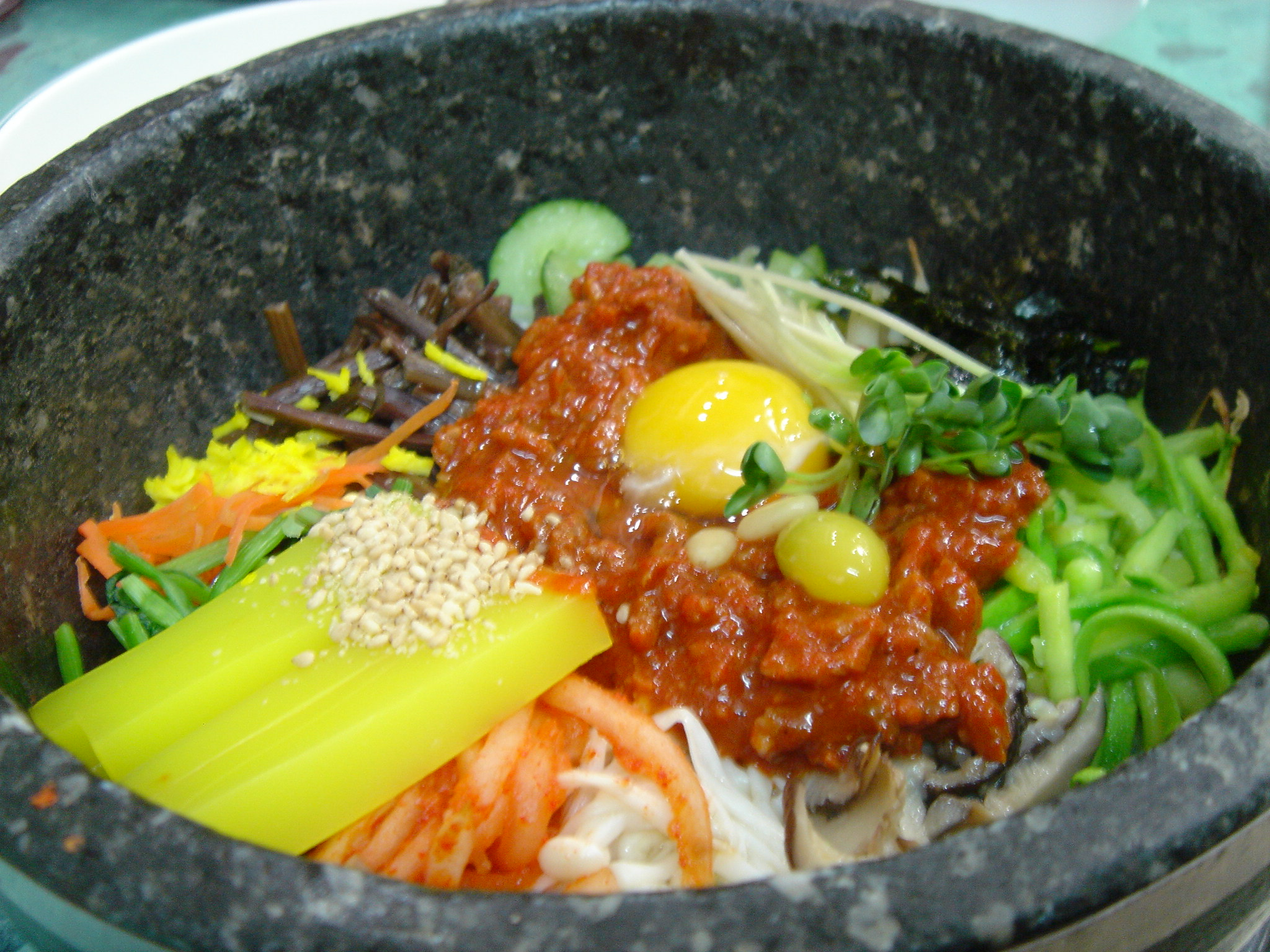
황포묵을 얹은 전주비빔밥

황포묵(黃泡묵)은 한국 요리에서 황녹두로 만들어 먹는 묵 요리이다. 황포묵은 노란 빛이 도는데 그 이유는 치자나무로 물을 들여서 빛이 노랗게 들기 때문이다. "노랑묵"이라고 부르기도 한다.
황포묵 요리는 전라도 요리와 관련되어 있으며 특별히 남원과 전주에서 유명한 요리이다. 전주비빔밥 요리 표준안에 따르면 황포묵은 비빔밥에 들어가는 필수 재료이기도 하다.
다른 묵 요리처럼 황포묵도 식초나 파 등으로 양념을 한 간장을 흩뿌려서 내놓는다. 이런 경우에는 도토리묵 무침처럼 황포묵 무침이라고 부른다.

## 같이 보기
- 도토리묵
- 메밀묵